# Nyimasata Sanneh-Bojang
Nyimasata Sanneh-Bojang (ur. 1941 w Brufucie, zm. 15 lipca 2015) – gambijska polityczka. Pierwsza kobieta wybrana do Zgromadzenia Narodowego Gambii, w którym zasiadała w latach 1982–1992.

## Życiorys

### Młodość, edukacja i kariera zawodowa
Urodziła się w Brufucie w 1941 roku. Należała do grupy etnicznej Mandinka. Jej rodzina pochodziła z Sukuty i Brufutu.
Ukończyła szkołę średnią Methodist Girls' High School (1954–1960) oraz Yundum College (1966–1969).
W młodości pracowała jako pielęgniarka, później pracowała jako nauczycielka w Okręgu North Bank oraz Okręgu West Coast. Pracowała w Gambijskich SOS Wioskach Dziecięcych jako specjalistka ds. public relations.

### Działalność polityczna
W wyborach generalnych w 1982 roku z powodzeniem kandydowała do Zgromadzenia Narodowego Gambii z ramienia People's Progressive Party (PPP). Była drugą kobietą w historii ubiegającą się o miejsce w parlamencie (pierwszą była Augusta Jawara, żona ówczesnego premiera) oraz pierwszą, która została wybrana. Uzyskała reelekcję w wyborach generalnych w 1987 roku. Nie kandydowała w wyborach generalnych w 1992 roku, do parlamentu nie dostała się wtedy również żadna z dwóch kandydujących wtedy kobiet.
W parlamencie objęła stanowisko parliamentary secretary ds. edukacji, a później zdrowia, pracy i opieki społecznej. Po wyborach w 1987 roku utworzyła kobiecą frakcję w PPP.
Po zamachu stanu w Gambii w 1994 roku popierała Armed Forces Provisional Ruling Council. W listopadzie 1995 roku została mianowana ministrą ds. zdrowia, opieki społecznej i kobiet. W czerwcu 1996 roku została odwołana ze stanowiska w związku z oskarżeniami o korupcję. W 2002 powróciła do łask, a prezydent Gambii Yahya Jammeh mianował ją członkinią parlamentu. W czerwcu 2006 roku została wybrana do parlamentu Wspólnoty Gospodarczej Państw Afryki Zachodniej.
Była zwolenniczką partii politycznej Alliance for Patriotic Reorientation and Construction.

### Pozostała działalność
Była działaczką organizacji wsparcia "Fulang Kafo". W latach 80. pracowała jako specjalistka public relations kobiecej sekcji organizacji.
Była działaczką przeciwko okaleczaniu żeńskich narządów płciowych. W 2006 roku została członkinią rady dyrektorów Gambia Committee on Traditional Practices Affecting the Health of Women and Children, funkcję tę pełniła do śmierci 15 lipca 2015 roku.